# Liste de philosophes italiens
Cette liste présente des philosophes italiens, classés chronologiquement, par année de naissance.

## Antiquité
- Cicéron (-106 ~ -43)
- Lucrèce (v. -98 - v. -54)

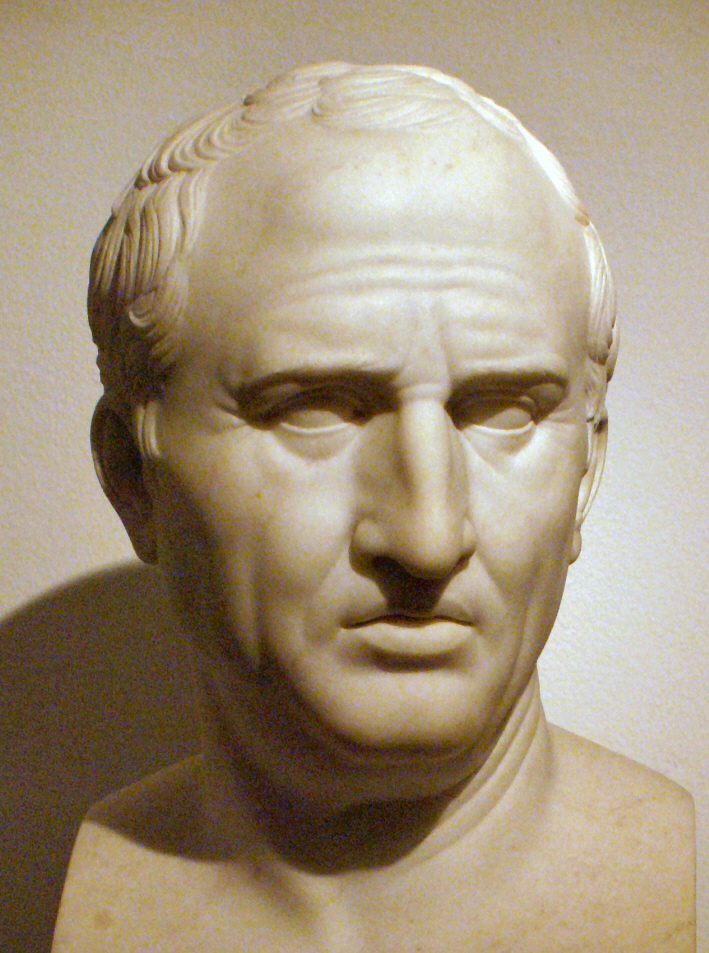
Cicéron

- Marcus Junius Brutus (v. -85 - -42)
- Sénèque (-4 - 65)
- Épictète (v. 50 - v. 130)
- Plutarque (50 - 125)
- Tacite (55 - 120)
- Marc Aurèle (121 - 180)
- Amelius (IIIe siècle)

## Moyen Âge
- Boèce (480 - 524 ou 525)
- Cassiodore
- Anselme de Besate (XIe siècle)
- Lanfranc (v. 1010 - 1089)
- Pierre Lombard (v. 1100 - 1160)
- Pierre de Capoue ( ? - 1214)
- Nicola di Otranto (it) (v. 1155 - 1235)

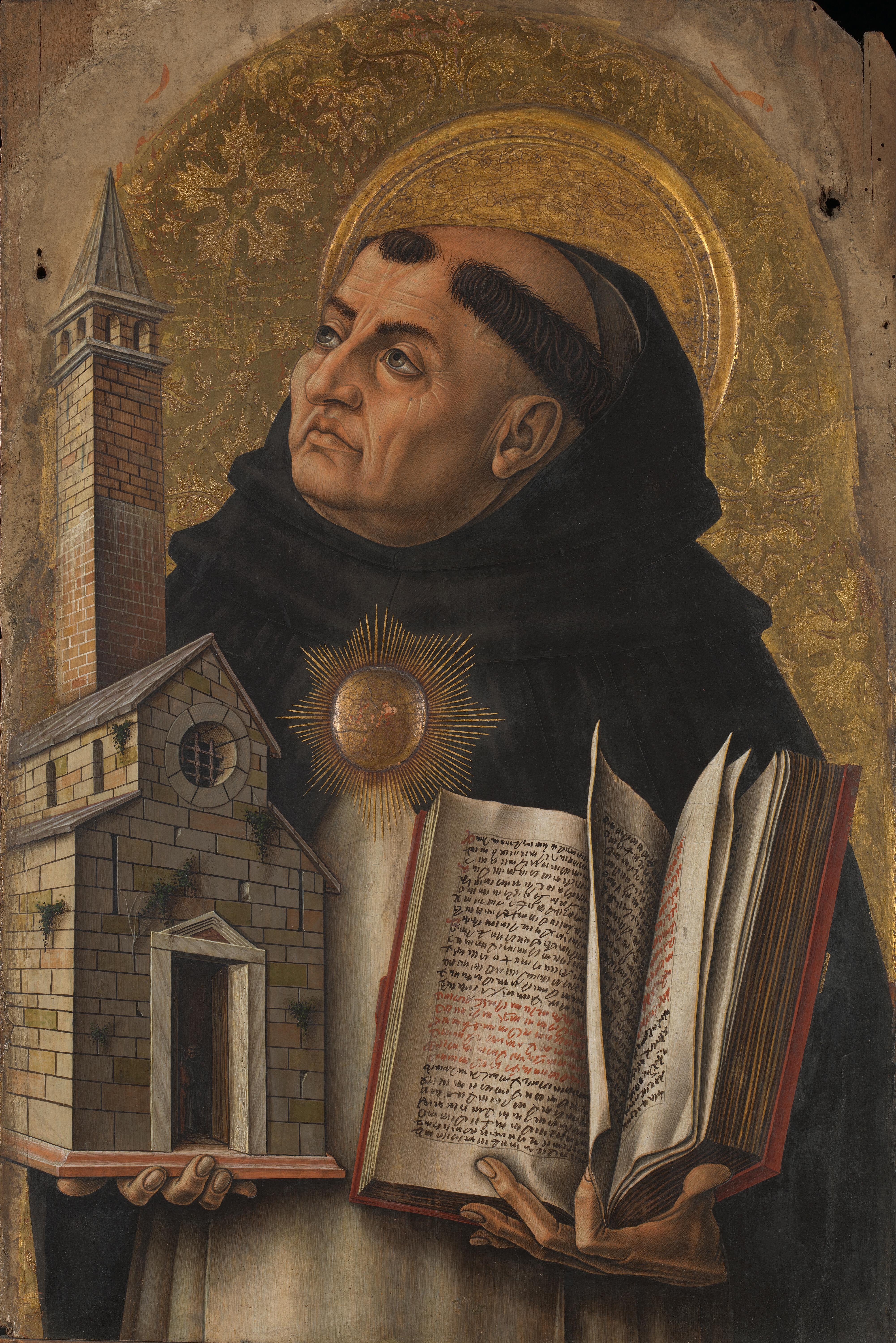
Thomas d’Aquin

- Boncompagno da Signa (v. 1170 - 1250)
- Brunetto Latini (v. 1220 - 1294)
- Saint Bonaventure de Bagnorea (1221 - 1274)
- Saint Thomas d'Aquin (1225 - 1274)
- Matteo d'Acquasparta (v. 1237 - 1302)
- Gilles de Rome (1247 - 1316)
- Pietro d'Abano (1250 - 1310).
- Cavalcante Cavalcanti (v. 1250 - v. 1280)
- Jacques de Viterbe (en italien, Giacomo da Viterbo) (v. 1255 - 1307)
- Michele da Cesena (v. 1270 - 1342)
- Marsile de Padoue (v. 1275 - v. 1342)
- Albertano da Brescia (fin du XIIe siècle - ap. 1253)
- Agostino da Norcia (it) (XIVe siècle)
- Giovanni da Ripa (XIVe siècle)
- Isacco ben Mordecai (it) (XIVe siècle)
- Grégoire de Rimini (v. 1300 - 1358)
- Giovanni Dondi (1318 - 1389)
- Giacomo Allegretti (1326 - 1393)
- Blaise de Parme ( ? - 1416)
- Guarino de Vérone (v. 1370 - 1460)
- Leonardo Bruni (1370 - 1444)
- Palla di Onorio Strozzi (1372 - 1462)
- Poggio Bracciolini, dit Le Pogge (1380 - 1459)
- Gaëtan de Tiène (1387 - 1465).

## Nés auXVesiècle

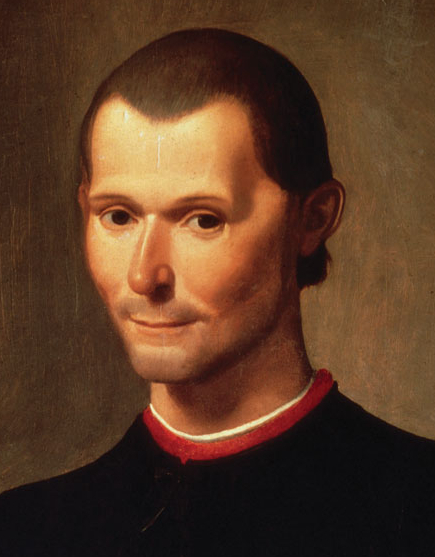
Nicolas Machiavel

- Leon Battista Alberti (1404 - 1472)
- Lorenzo Valla (1407 - 1457)
- Lauro Quirini (1420 - 1470)
- Nicoletto Vernia (v. 1420 - 1499)
- Juda ben Yehiel (v. 1422 - v. 1498)
- Cristoforo Landino (1424 - 1498)
- Sigismondo de' Conti (1432 - 1512)
- Marsile Ficin (1433 - 1499)
- Pierleone Leoni (it) (1445 - 1503)
- Alessandro Braccesi (v. 1440 - 1492)
- Ludovico Lazzarelli (1447 - 1500)
- León Hebreo (v. 1460 - v. 1530)
- Pomponazzi (1462 - 1525)
- Jean Pic de la Mirandole (1463 - 1494)
- Alessandro Achillini (1463 - 1512)
- Francesco Cattani da Diacceto (1466 - 1522)
- Francesco Zorzi (1466 - 1540)
- Nicolas Machiavel (1469 - 1527)
- Aulo Giano Parrasio (1470 - 1522)
- Petrus Egidius (1470 - 1532)
- Ovadia ben Jacob Sforno (1470 - 1550)
- Giovanni Crisostomo Javelli (v. 1470 - 1538)
- Taddeo Taddei (1470 - 1529)
- Marcantonio Zimara (1475 - 1535)
- Agostino Nifo (v. 1473 - 1539)
- Girolamo Fracastoro (v. 1476 - 1553)
- Leandro Alberti (1479 - 1552)
- Giulio Camillo Delminio (1480 - 1544)
- Francesco Guicciardini (1483 - 1540)
- Mariangelo Accursio (1489 - 1546)
- Iacopo Aconcio (v. 1492 - v. 1567)
- Matteo Tafuri (it) (1492 - 1584)
- Simone Porzio (1496 - 1554)
- Vittore Trincavelli (1496 - 1568)
- Agostino Steuco (1497 - 1548)
- Giovan Battista Gelli (1498 - 1563)
- Mario Nizzoli (1498 - 1566)
- Vincenzo Maggi (it) (1498 - 1564)
- Sperone Speroni (1500 - 1588)
- Pier-Angelo Manzolli ( ? - ? )

## Nés auXVIesiècle
- Girolamo Cardano (1501 - 1576)
- Antonio Bernardi (1502 - 1565)

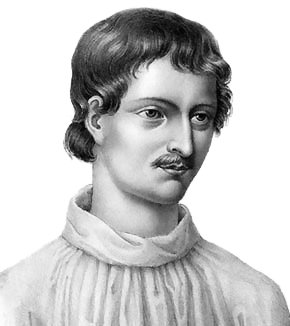
Giordano Bruno
(1548 - 1600)

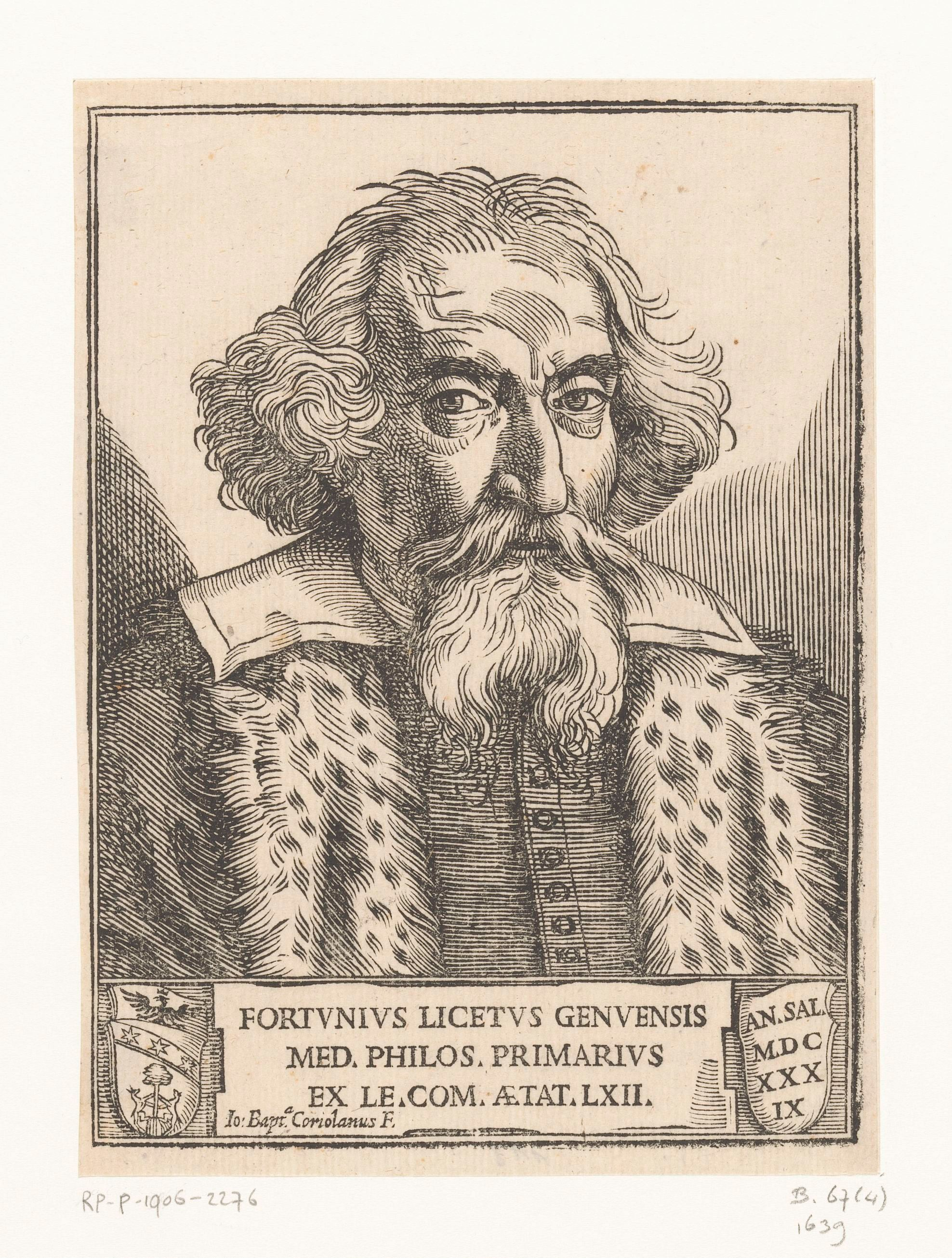
Fortunio Liceti
(1577-1657)

- Alexandre Piccolomini (1508 - 1579)
- Bernardino Telesio (1509 - 1588)
- Azaria di Rossi (v. 1511 - 1588)
- Albertino Bottoni (it) ( ? - 1596)
- Guglielmo Gratarolo (1516 - 1568)
- Bernardino Tomitano (1517 - 1576)
- Andrea Cesalpino (1519 - 1603)
- Francesco Piccolomini (1523 – 1607)
- Andrea Bacci (1524 - 1600)
- Francesco Patrizi (1529 - 1597)
- Girolamo Mercuriale (1530 - 1606)
- Marcello Capra (it) (v. 1530 - v. 1600)
- Pietro Simone Simoni (it) (1532 - 1602)
- Jacopo Zabarella (1532 - 1589)
- Francesco Buonamici (1533 - 1603)
- Giambattista della Porta (1535 - 1615)
- Carlo Belleo (it) (1540 - 1600)
- Lucio Scarano (it) (1540 - v. 1610)
- Francesco Pucci (it) (1543 - 1597)
- Giovanni Botero (1544 - 1617)
- Guidobaldo del Monte (1545 - 1607)
- Giordano Bruno (1548 - 1600)
- Jacopo Mazzoni (1548 - 1598)
- Carlo Turco (it) (1548 - 1575)
- Nicolas Gučetić (1549 - 1610)
- Cesare Cremonini (1550 - 1631)
- Giuseppe Scala (it) (1556 - 1585)
- Galilée (en italien : Galileo Galilei (1564 - 1642)
- Lodovico delle Colombe (1565 - 1616)
- Tommaso Campanella (1568 - 1639)
- Antonio Serra (1568 - 1620)
- Ferdinando Epifanio (1569 - 1638)
- Giulio Cesare Baricelli (it) (v. 1574 - v. 1638)
- Fortunio Liceti (1577 - 1657)
- Mario Bettinus (1582 - 1657)
- Giulio Cesare Vanini (1585 - 1619)
- Giuseppe La Napola da Trapani (1586 - 1649)
- Valérien Magni (1586 - 1661)
- Antonio Rocco (1586 - 1653)
- Mario Cutelli (it) (1589 - 1654)
- Torquato Accetto (v. 1590 - 1640)
- Francesco Pona (1595 - 1655)
- Ciro di Pers (it) (1599 - 1663)
- Giacomo Accarisi (1599 - 1653)

## Nés auXVIIesiècle
- Bartolomeo Mastri (1602 - 1673)
- Lemme Rossi (1602 - 1673)
- Orazio Ricasoli Rucellai (it) (1604 - 1673)

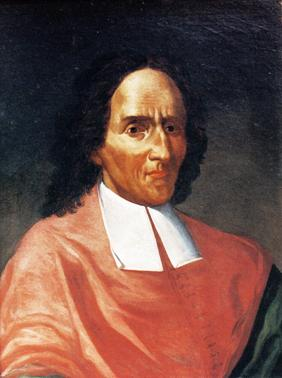
Giambattista Vico

- Giovanni Alfonso Borelli (1608 - 1679)
- Tommaso Cornelio (it) (1614 - 1686)
- Tito Livio Burattini (1617 - 1681)
- Girolamo Matranga (it) (1619 - 1679)
- Francesco D'Andrea (it) (1625 - 1698)
- Giuseppe Valletta (1636 - 1714)
- Elena Cornaro Piscopia (1646 - 1684)
- Nicola Caravita (it) (1647 - 1717)
- Michelangelo Fardella (1650 - 1718)
- Elia Astorini (it) (1651 - 1702)
- Giovanni Battista Tolomei (1653 - 1726)
- Gregorio Caloprese (it) (1654 - 1715)
- Giovanni Gaspare Beretti (1657-1736)
- Domenico Gagliardi (it) (1660 - 1745)
- Pascasio Giannetti (it) (1660 - 1742)
- Francesco Bianchini (1662 - 1729)
- Costantino Grimaldi (it) (1667 - 1750)
- Tommaso Campailla (1668 - 1740)
- Giambattista Vico (1668 - 1744)
- Cesare Benvenuti (it) (1669 - 1746)
- Alessandro Pascoli (1669 - 1757)
- Luigi Guido Grandi (1671 - 1742)
- Tommaso Rossi (it) (1673 - 1743)
- Pietro Giannone (1676 - 1748)
- Giovanni Andrea Tria (it) (1676 - 1761)
- Antonio Schinella Conti (1677 - 1749)
- Francesco Maria Spinelli (1686 - 1752)
- Francesco Maria Zanotti (1692 - 1777)
- Gabriele Bonomo (it) (1694 - 1760)
- Alberto Radicati di Passerano (it) (1698 - 1737)
- Jacopo Stellini (1699 - 1770)
- Giuseppa Eleonora Barbapiccola (v. 1700 - 1740)

## Nés auXVIIIesiècle
- Odoardo Corsini (1702 - 1765)

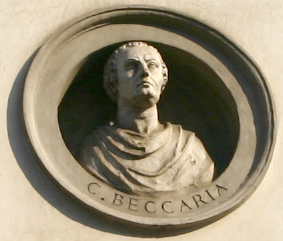
Cesare Beccaria

- Giovanni Gualberto De Soria (it) (1707 - 1767)
- Moché Haïm Luzzatto (1707 - 1746)
- Giovanni Francesco Salvemini da Castiglione (1709 - 1791)
- Romualdo De Sterlich (it) (1712 - 1788)
- Antonio Genovesi (1712 - 1769)
- Giovanni Maria Ortes (it) (1713 - 1790)
- Appiano Buonafede (1716 - 1793)
- Giovanni Giuseppe Origlia Paolino (it) (1718 - ? )
- Cosimo Amidei (it) (v. 1725 - 1783)
- Giovanni Agostino De Cosmi (it) (1726 - 1810)
- Cosimo Alessandro Collini (1727 - 1806)
- Giambattista Toderini (1728 - 1799)
- Pietro Verri (1728 - 1797)
- Filippo Mazzei (1730 - 1816)
- Vincenzo Gregorio Lavazzoli (1731 - 1806)
- Ferrante de Gemmis (it) (1732 - 1803)
- Domenico Grimaldi (it) (1735 - 1805)
- Vincenzo Corrado (1736 - 1836)
- Tommaso Valperga Caluso (it) (1737 - 1815)
- Cesare Beccaria (1738 - 1794)
- Giovanni Cristofano Amaduzzi (1740 - 1792)
- Nicola Spedalieri (1740 - 1795)
- Francescantonio Grimaldi (1741 - 1784)
- Alessandro Verri (1741 - 1816)
- Francesco Soave (1743 - 1806)
- Melchiorre Delfico (it) (1744 - 1835)
- Michelangelo Manicone (it) (1745 - 1810)
- Niccolò Andria (it) (1747 - 1814)
- Cesare Baldinotti (it) (1747 - 1821)
- Vittorio Alfieri (1749 - 1803)
- Vitangelo Bisceglia (it) (1749 - 1817)
- Vincenzo De Filippis (it) (1749 - 1799)
- Gaetano Filangieri (1753 - 1788)
- Joseph de Maistre (1753 - 1821)
- Giuseppe Capocasale (it) (1754 - 1828)
- Emanuele Rossi (it) (1760 - 1835)
- Gian Domenico Romagnosi (1761 - 1835)
- Vito Buonsanto (it) (1762 - 1850)
- Marco Mastrofini (1763 - 1845)
- Pasquale Galluppi (1770 - 1846)
- Paolo Costa (1771 - 1836)
- Ottavio Colecchi (it) (1773 - 1848)
- David Winspeare (it) (1775 - 1847)
- Monaldo Leopardi (1776 - 1847)
- Giacomo Andrea Abbà (it) (1780 - 1836)
- Luigi Chitti (it) (1784 - 1853)
- Vincenzo de Grazia (it) (1785 - 1856)
- Lorenzo Martini (it) (1785 - 1844)
- Francesco Orioli (it) (1785 - 1856)
- Francesco Paolo Bozzelli (it) (1786 - 1864)
- Francesco Puccinotti (it) (1794 - 1872)
- Baldassare Poli (it) (1795 - 1883)
- Antonio Rosmini (1797 - 1855)
- Giacomo Leopardi (1798 - 1837)
- Terenzio Mamiani della Rovere (1799 - 1885)
- Sebastiano Purgotti (it) (1799 - 1879)

## Nés auXIXesiècle
- Carlo Cattaneo (1801 - 1869)
- Vincenzo Gioberti (1801 - 1852)
- Matteo Liberatore (1810 - 1892)
- Giuseppe Ferrari (1811 - 1876)
- Gaetano Sanseverino (1811 - 1865)
- Alberto Guglielmotti (it) (1812 - 1893)
- Augusto Vera (1813 - 1885)
- Angelo Camillo De Meis (it) (1817 - 1891)

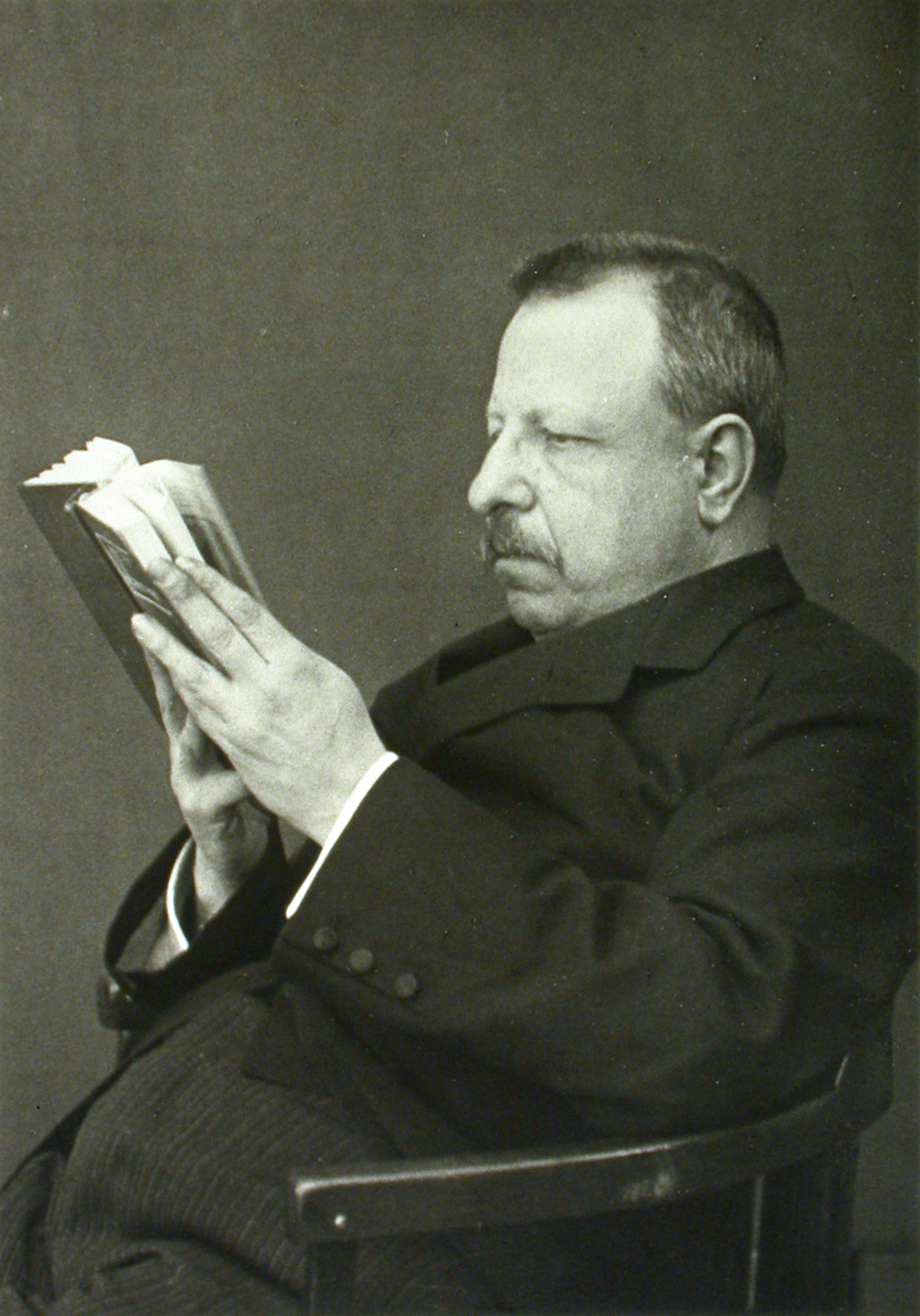
Benedetto Croce

- Francesco De Sanctis (1817 - 1883)
- Cristoforo Bonavino (1821 - 1895)
- Augusto Conti (it) (1822 - 1905)
- Gaetano Jandelli (it) (1827 - 1923)
- Giorgio Politeo (it) (1827 - 1913)
- Roberto Ardigò (it) (1828 - 1920)
- Enrico Pessina (it) (1828 - 1916)
- Francesco Bonatelli (it) (1830 - 1911)
- Francesco Acri (1834 - 1913)
- Francesco Fiorentino (1834 - 1884)
- Andrea Angiulli (it) (1837 - 1890)
- Giovanni Bovio (1837 - 1903)
- Vincenzo Julia (it) (1838 - 1894)
- Raffaele Mariano (it) (1840 - 1912)
- Antonio Labriola (1843 - 1904)
- Sebastiano Maturi (it) (1843 - 1917)
- Giuseppe Carle (it) (1845 - 1917)
- Buonsanti Nicola Lanzillotti (it) (1846 - 1924)
- Luigi Cerebotani (it) (1847 - 1928)
- Cosmo Guastella (it) (1854 - 1922)
- Gaetano Mosca (1858 - 1941)
- Luigi Credaro (1860 - 1939)
- Erminio Juvalta (it) (1865 - 1934)
- Benedetto Croce (1866 - 1952)
- Romualdo Giani (it) (1868 - 1931)
- Zino Zini (1868 - 1937)
- Enrico Ruta (1869 - 1939)
- Eugenio Rignano (1870 - 1930)
- Giuseppe Rensi (1871 - 1941)
- Giovanni Gentile (1875 - 1944)
- Filippo Amantea Mannelli (it) (1878 - 1964)
- Ludovico Limentani (1884 - 1940)
- Sergio Panunzio (1886 - 1944)
- Carlo Michelstaedter (1887 - 1910)
- Antonio Gramsci (1891 - 1937)
- Julius Evola (1898 - 1974)
- Enrico Castelli Gattinara di Zubiena (1900 - 1977)

## Nés auXXesiècle
- Nicola Abbagnano (1901 - 1990)
- Lanza del Vasto (1901 - 1981)
- Alexandre Passerin d'Entrèves (1902 - 1985)
- Ernesto Grassi (1902 - 1991)
- Vincenzo Bianchini (1903 - 2000)
- Ludovico Geymonat (1908 - 1991)

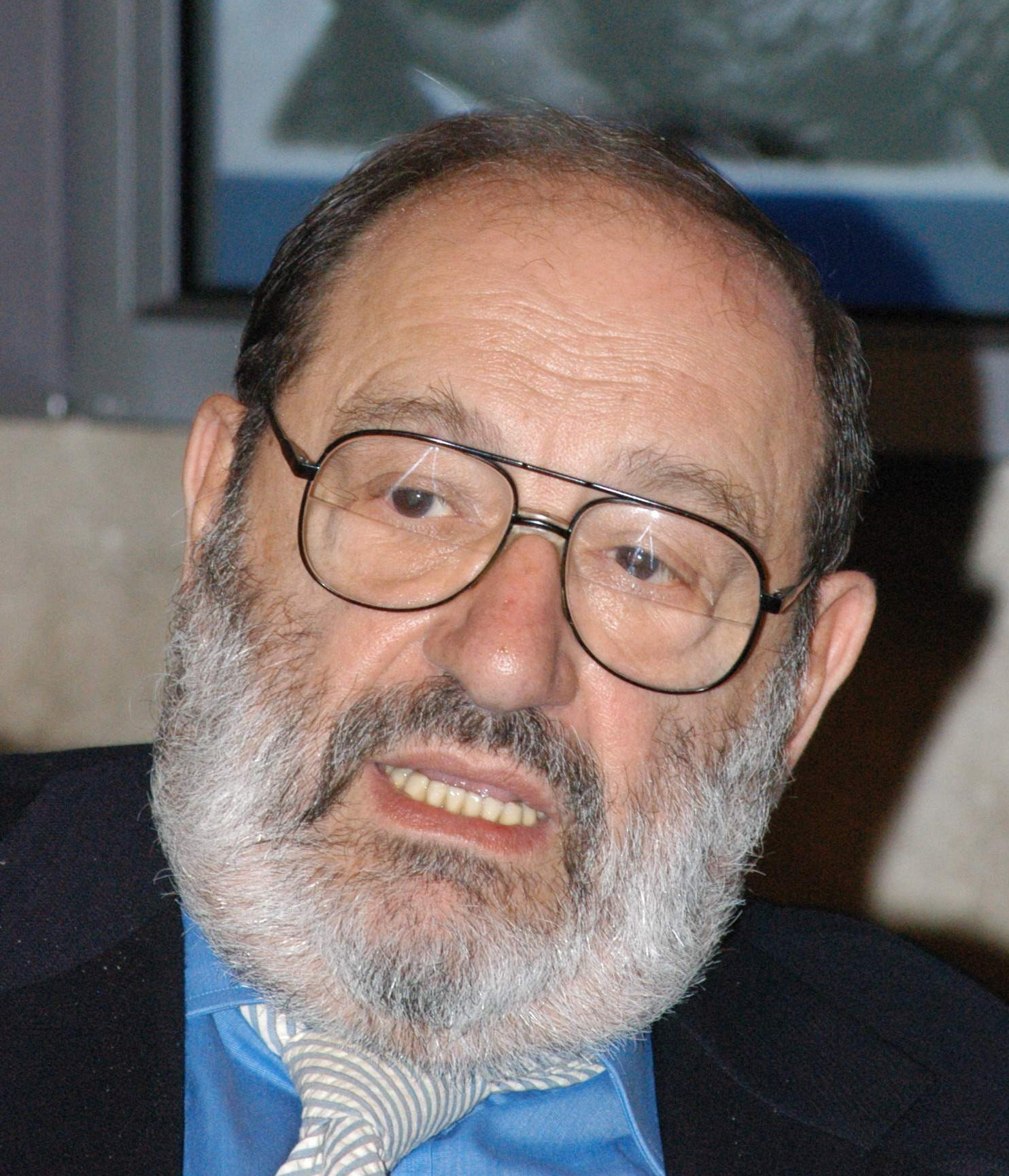
Umberto Eco

- Michele Federico Sciacca (1908 - 1975)
- Norberto Bobbio (1909 - 2004)
- Eugenio Garin (1909 - 2004)
- Augusto Del Noce (1910 - 1989)
- Enzo Paci (1911 - 1976)
- Bruno Leoni (1913 - 1967)
- Silvio Ceccato (1914 - 1997)
- Tommaso Palamidessi (1915 - 1983)
- Enrico Zoffoli (1915 - 1996)
- Luigi Gui (1916 - 2010)
- Giorgio Colli (1917 - 1979)
- Luigi Pareyson (1918 - 1991)
- Mario Albertini (1919 - 1997)
- Francesco Marino Di Teana (1920 - 2012)
- Paolo Rossi (1923 - 2012)
- Manlio Sgalambro (1924 - 2014)
- Italo Mancini (1925 - 1993)
- Renzo Rosso (1926 - 2009)
- Emanuele Severino (1929 - 2020)
- Piero Bertolini (1931 - 2016)
- Mario Tronti (1931 - 2023)
- Umberto Eco (1932 - 2016)
- Toni Negri (1933 - 2023)
- Gianni Vattimo (1936 - 2023)
- Remo Bodei (1938 - 2019)
- Domenico Losurdo (1941 - 2018)
- Mario Perniola (1941 - 2018)
- Giorgio Agamben (1942 - )
- Costanzo Preve (1943 - 2013)
- Massimo Cacciari (1944 - )
- Raffaele Simone (1944 - )
- Francisco D'Agostino (1946 - 2022)
- Claudio Mutti (1946 - )
- Massimo Pistone (1948-)
- Franco Berardi (1949 - )
- Roberto Esposito (1950 - )
- Paolo Virno (1952 - )
- Franco Volpi (1952 - 2009)
- Giuseppe Zevola (1952 - )
- Guido del Giudice (1957 - )
- Nuccio Ordine (1958 - )
- Bruno Osimo (1958 - )
- Carlo Lottieri (1960 - )
- Marcello Landi (1961 - )
- Luciano Floridi (1964 - )
- Massimo Pigliucci (1964 - )
- Alberto Jori (1965 - )
- Francesco Masci (1967 - )
- Federico Ferrari (1969 - )
- Michela Marzano (1970 - )
- Federico Nicolao (1970 - )
- Paola Cavalieri ( ? - )
- Mariapaola Fimiani ( ? - )
- Paola Marrati ( ? - )